# Kabul (Provinz)
Kabul (Paschtu; persisch کابل) ist eine der 34 Provinzen Afghanistans. Sie hat etwa 5.204.667 Einwohner und eine Fläche von 4.524 Quadratkilometern. Hauptstadt der Provinz und Afghanistans ist Kabul.
Die Provinz liegt im Osten des Landes in der Nähe zum Khyber-Pass, einer wichtigen Verbindung nach Pakistan und Indien. Sie grenzt im Osten an das Koh-e Paghman-Gebirge, im Südwesten an das Koh-e Qrough-Gebirge und im Nordosten an das Koh-e Shirdarwaza-Gebirge. Der größte Fluss in der Provinz ist der Kabul. Es werden hauptsächlich Kleidung, Möbel und Rübenzucker hergestellt.
Die Provinz ist die wichtigste Siedlung der Tadschiken in Afghanistan. Ihre Sprache, der Kabuler-Dialekt des Persischen (lokal auch Dari genannt), ist die Regierungs- und Wirtschaftssprache des Landes und hat alle anderen Sprachen und Dialekte des Landes maßgeblich geprägt. Die Tadschiken stellen mehr als die Hälfte der Bevölkerung der Provinz, gefolgt von Paschtunen, Hazara, Usbeken, Turkmenen, Belutschen, Sikhs und Hindus.

## Verwaltungsgliederung

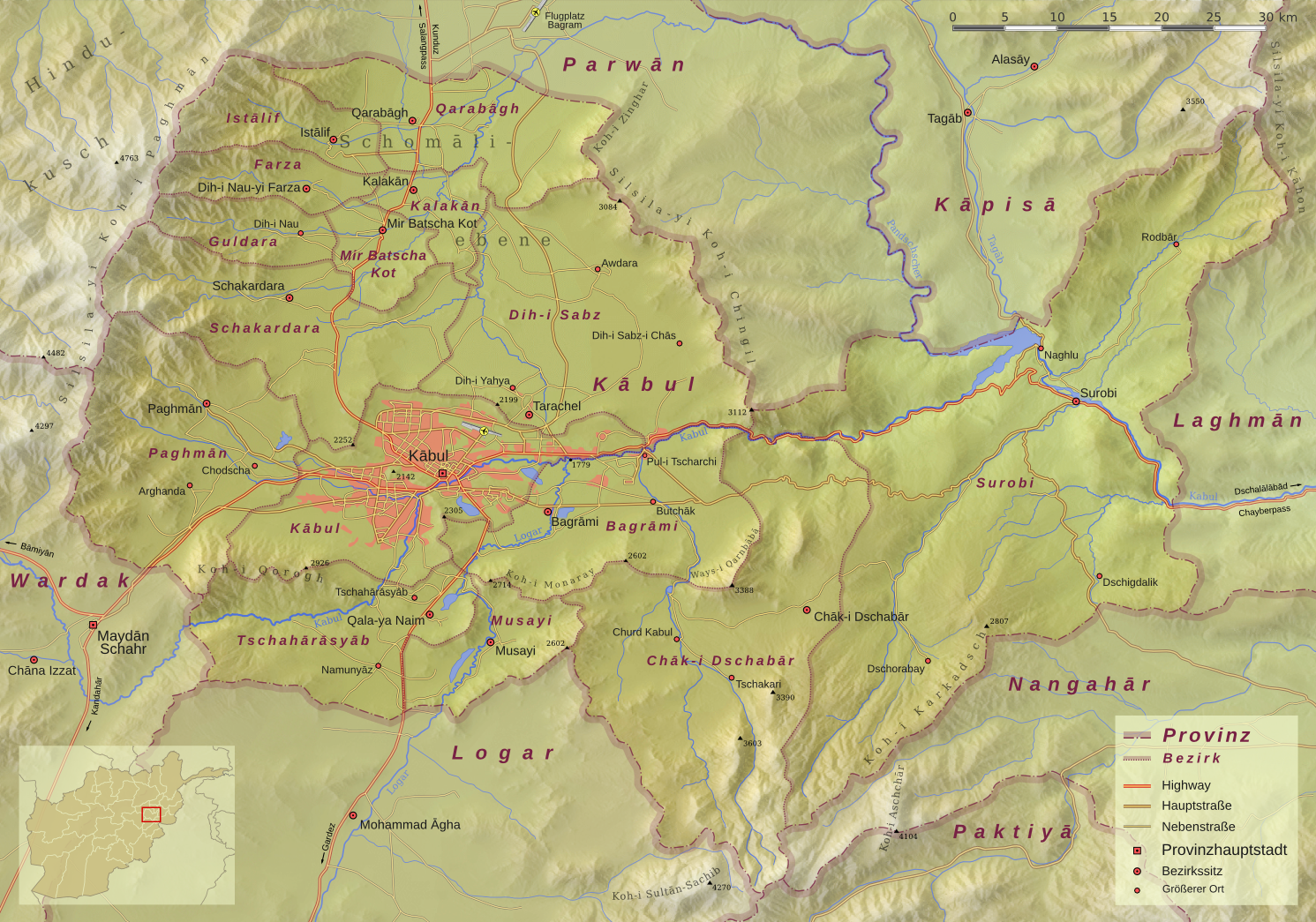
Die Bezirke der Provinz Kabul seit 2005

Die Provinz gliedert sich in 15 Distrikte. 
| Distrikt      | Hauptort      | Einwohner (2002) | Ethnien                                                    |
| ------------- | ------------- | ---------------- | ---------------------------------------------------------- |
| Bagrami       | Bagrami       | 85.000           | 80 % Paschtunen, 20 % Tadschiken                           |
| Chahar Asyab  | Qalai Naeem   | 32.500           | Überwiegend Paschtunen und Tadschiken, gefolgt von Hazara  |
| Deh Sabz      | Tarakhel      | 47.900           | 10 % Tadschiken, 90 % Paschtunen                           |
| Farza         | Dehnawe Farza | 19.100           | Mischung von Tadschiken und Paschtunen                     |
| Guldara       | Guldara       | 20.300           | 45 % Tadschiken, 55 % Paschtunen                           |
| Istalif       | Istalif       | 29,800           | Überwiegend Tadschiken, gefolgt von Paschtunen und Hazara  |
| Kabul         | Kabul         | 2.536.300        | 30 % Tadschiken, 50 % Paschtunen, 15 % Hazaras, 5 % Andere |
| Kalakan       | Kalakan       | 26.900           | 65 % Tadschiken, 35 % Paschtunen                           |
| Khak-i Jabbar | Khak-i Jabbar | 75.000           | 95 % Paschtunen, 5 % Tadschiken                            |
| Mir Bacha Kot | Mir Bacha Kot | 46.300           | 75 % Tadschiken, 25 % Paschtunen                           |
| Mussahi       | Mussahi       | 30.000           | 90 % Paschtunen, 10 % Tadschiken                           |
| Paghman       | Paghman       | 150.000          | 10 % Tadschiken, 90 % Paschtunen                           |
| Qarabagh      | Qaranagh      | 67.700           | 60 % Tadschiken, 40 % Paschtunen                           |
| Shakardara    | Shakardara    | 72.900           | 70 % Tadschiken, 30 % Paschtunen                           |
| Sarobi        | Sarobi        | 150.000          | 90 % Paschtunen, 10 % Pashais                              |